# Dadaga, Nagamangala
Dadaga là một làng thuộc tehsil Nagamangala, huyện Mandya, bang Karnataka, Ấn Độ.